# Ramsés XI
Menmaatra-Setepenptah Ramsés-Jaemuaset, o Ramsés XI, gobernó de c. 1099 a 1069 a. C.; fue el décimo y último rey de la dinastía XX de Egipto. Con este faraón termina la época ramésida, el Imperio Nuevo y comienza el tercer periodo intermedio de Egipto.

## El reinado de Ramsés XI
Ramsés XI, hijo de Ramsés X y la reina Tyti, gobernó al menos 29 años y posiblemente hasta 33 años. Su reinado se caracterizó por la gradual disgregación del estado egipcio. El conflicto civil era ya evidente al principio de su reinado cuando el Sumo sacerdote de Amón, Amenhotep, fue destituido del cargo por el rey con ayuda de los soldados de Nubia bajo las órdenes de Panehesy, el virrey de Nubia. Los robos de tumbas eran frecuentes por todas partes, las fortunas de Egipto disminuyeron y sus dominios asiáticos se perdieron.

### Herihor y Esmendes
Como la situación caótica continuaba, antes del año decimonoveno del reinado de Ramsés, Herihor utilizó al ejército egipcio para restaurar el orden, y llegó a ser el nuevo Sumo sacerdote de Amón. Ramsés XI en el decimonoveno año de reinado estableció un triunvirato, con Herihor que gobernaba Tebas y el Alto Egipto, y con Esmendes que controlaba el Bajo Egipto. Este período fue llamado por los egipcios uhm msut, la ‘era del renacimiento’. Herihor acumuló poder y títulos a costa de Panehesy, el virrey de Nubia, a quien él había expulsado de Tebas. Esta rivalidad originó la guerra civil. En Tebas, Herihor usurpó el poder, sin deponer a Ramsés, simplemente ignorando la autoridad del rey.
Herihor murió alrededor del año sexto del uhm msut, la ‘era del renacimiento’ (año 24.º de Ramsés XI) y le sucedió como sumo sacerdote Pianj, su yerno. Pianj emprendió al menos una campaña en Nubia para arrebatar el control de esta región rica en oro de manos de Panehesy, pero sus esfuerzos fueron finalmente inútiles y Nubia se desligó permanentemente del dominio egipcio. Este acontecimiento agravó los infortunios de Egipto, porque ahora había perdido el control de todas sus posesiones imperiales y le fue vedado el acceso al suministro de oro de Nubia.

### El entierro de Ramsés XI
Ramsés XI ordenó preparar su tumba en el Valle de los Reyes (KV4), pero nunca fue acabada y fue enterrado lejos de Tebas, posiblemente cerca de Menfis.
Esmendes I heredó el trono, apoyándose en la convención egipcia de que aquel que presidía el enterramiento del rey le sucedería en el trono. Puesto que Esmendes presidió el entierro de Ramsés XI, podría adjudicarse formalmente la corona de Egipto e inaugurar la dinastía XXI en su ciudad natal, Tanis, aunque no controlara el Medio y Alto Egipto, que estaban en poder de los Sumos sacerdotes de Amón tebanos.
Cuando murió Ramsés XI, la aldea de Deir el-Medina fue abandonada porque la necrópolis real había cambiado de lugar, situándose en el Delta, en Tanis. No había ya necesidad de los servicios de sus artesanos en la región de Tebas.

## Testimonios de su época
Hay inscripciones de su época en:
- Menfis, del entierro de un toro Apis, Serapeum de Saqqara (Kitchen).
- Abidos, estela datada el año 27º (Kitchen).
- Karnak, inscripciones (Kitchen).
- Asuán, umbral de puerta (Kitchen).

El reinado de Ramsés XI es notable por la gran cantidad e importancia de los papiros descubiertos, y por una serie integra de cartas de Ramsés, escritas por los escribas Dhutmose, Butehamun y el sumo sacerdote Pianj, donde se narra el inexorable declive del poder del último rey, incluso a ojos de sus propios funcionarios.

## Titulatura
| Titulatura | Jeroglífico | Transliteración (transcripción) - traducción - (referencias) |

| G5 |

| G5 |

| E2 · D40 | C2 | N36 |

| E2 · D40 | C2 | N36 |

| E2 · D40 | C2 | N36 |

| E2 · D40 | C2 | N36 |

| G5 |

| G5 |

| E2 · D40 | C2 | N36 |

| E2 · D40 | C2 | N36 |

| E2 · D40 | C2 | N36 |

| E2 · D40 | C2 | N36 |

| G16 |

| G16 |

| wsr | s | T16 | O4 · D46 | D36 · D43 | I8 | Z3 |

| wsr | s | T16 | O4 · D46 | D36 · D43 | I8 | Z3 |

| G16 |

| G16 |

| wsr | s | T16 | O4 · D46 | D36 · D43 | I8 | Z3 |

| wsr | s | T16 | O4 · D46 | D36 · D43 | I8 | Z3 |

| G8 |

| G8 |

| G36 · r | F22 · t | Z5 | A24 | s | S34 | N17 · N17 · N23 · N23 | i | A2 | U33 | i | i | A23 | G7 |

| G36 · r | F22 · t | Z5 | A24 | s | S34 | N17 · N17 · N23 · N23 | i | A2 | U33 | i | i | A23 | G7 |

| S34 | U28 | s | O4 · D21 | W23 | Y1V | U5 · D36 | Z1 | H6 | Y1V | s | R4 · p · t | Y1V | N17 · N17 · N23 · N23 |

| S34 | U28 | s | O4 · D21 | W23 | Y1V | U5 · D36 | Z1 | H6 | Y1V | s | R4 · p · t | Y1V | N17 · N17 · N23 · N23 |

| G8 |

| G8 |

| G36 · r | F22 · t | Z5 | A24 | s | S34 | N17 · N17 · N23 · N23 | i | A2 | U33 | i | i | A23 | G7 |

| G36 · r | F22 · t | Z5 | A24 | s | S34 | N17 · N17 · N23 · N23 | i | A2 | U33 | i | i | A23 | G7 |

| S34 | U28 | s | O4 · D21 | W23 | Y1V | U5 · D36 | Z1 | H6 | Y1V | s | R4 · p · t | Y1V | N17 · N17 · N23 · N23 |

| S34 | U28 | s | O4 · D21 | W23 | Y1V | U5 · D36 | Z1 | H6 | Y1V | s | R4 · p · t | Y1V | N17 · N17 · N23 · N23 |

| N5 | mn | C10 | A40 | U21 · n |

| N5 | mn | C10 | A40 | U21 · n |

| N5 | mn | C10 | A40 | U21 · n |

| N5 | mn | C10 | A40 | U21 · n |

| N5 | mn | C10 | A40 | U21 · n |

| N5 | mn | C10 | A40 | U21 · n |

| N5 | mn | C10 | A40 | U21 · n |

| N5 | mn | C10 | A40 | U21 · n |

| N5 | mn | C10 | A40 | U21 · n |

| N5 | mn | C10 | A40 | U21 · n |

| N5 | mn | C10 | A40 | U21 · n |

| N5 | mn | C10 | A40 | U21 · n |

| N5 | mn | C10 | A40 | U21 · n |

| N5 | mn | C10 | A40 | U21 · n |

| N5 | mn | C10 | A40 | U21 · n |

| N5 | mn | C10 | A40 | U21 · n |

| N28 | C2 | R19 | C12 | N36 · r · r | F31s · O34 · O34 | S38 | R8 | O28 |

| N28 | C2 | R19 | C12 | N36 · r · r | F31s · O34 · O34 | S38 | R8 | O28 |

| N28 | C2 | R19 | C12 | N36 · r · r | F31s · O34 · O34 | S38 | R8 | O28 |

| N28 | C2 | R19 | C12 | N36 · r · r | F31s · O34 · O34 | S38 | R8 | O28 |

| N28 | C2 | R19 | C12 | N36 · r · r | F31s · O34 · O34 | S38 | R8 | O28 |

| N28 | C2 | R19 | C12 | N36 · r · r | F31s · O34 · O34 | S38 | R8 | O28 |

| N28 | C2 | R19 | C12 | N36 · r · r | F31s · O34 · O34 | S38 | R8 | O28 |

| N28 | C2 | R19 | C12 | N36 · r · r | F31s · O34 · O34 | S38 | R8 | O28 |

| N28 | C2 | R19 | C12 | N36 · r · r | F31s · O34 · O34 | S38 | R8 | O28 |

| N28 | C2 | R19 | C12 | N36 · r · r | F31s · O34 · O34 | S38 | R8 | O28 |

| N28 | C2 | R19 | C12 | N36 · r · r | F31s · O34 · O34 | S38 | R8 | O28 |

| N28 | C2 | R19 | C12 | N36 · r · r | F31s · O34 · O34 | S38 | R8 | O28 |

| N28 | C2 | R19 | C12 | N36 · r · r | F31s · O34 · O34 | S38 | R8 | O28 |

| N28 | C2 | R19 | C12 | N36 · r · r | F31s · O34 · O34 | S38 | R8 | O28 |

| N28 | C2 | R19 | C12 | N36 · r · r | F31s · O34 · O34 | S38 | R8 | O28 |

| N28 | C2 | R19 | C12 | N36 · r · r | F31s · O34 · O34 | S38 | R8 | O28 |